# Rock Your Face Off
Rock Your Face Off es el séptimo álbum de estudio de la banda de glam metal estadounidense Kix, y el primero luego del álbum Show Business de 1995.

## Lista de canciones
1. Wheels in Motion (3:34) - M. Schenker/R. Galpin/C. Stegall
2. You're Gone (4:25) - M. Schenker/R. Galpin/C. Stegall/S. Whiteman
3. Can't Stop the Show (4:38) - M. Schenker/T. Rhodes
4. Rollin' in Honey (4:18) - M. Schenker/T. Rhodes
5. Rock Your Face Off (3:30) - B. Forsythe/M. Schenker/S. Whiteman
6. All the Right Things (4:04) - M. Schenker/B. Forsythe
7. Dirty Girls (4:15) - S. Whiteman/B. Forsythe
8. Inside Outside Inn (4:04) - S. Whiteman/M. Schenker/R. Galpin
9. Mean Miss Adventure (3:36) - M. Schenker/R. Galpin/C. Stegall
10. Love Me with Your Top Down (3:44) - M. Schenker/K. Scofield/T. Rhodes
11. Tail on the Wag (3:40) - S. Whiteman/B. Forsythe
12. Rock 'n Roll Showdown (3:47) - M. Schenker/R. Galpin/C. Stegall/S. Whiteman

## Personal
- Steve Whiteman – Voz, armónica
- Ronnie "10-10" Younkins – Guitarra
- Brian "Damage" Forsythe – Guitarra
- Mark Schenker – Bajo
- Jimmy "Chocolate" Chalfant – Batería